# Edwin M. Schaefer

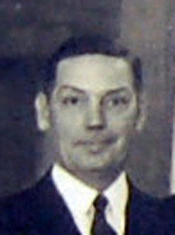
Edwin M. Schaefer

Edwin Martin Schaefer (* 14. Mai 1887 in Belleville, Illinois; † 8. November 1950 in St. Louis, Missouri) war ein US-amerikanischer Politiker. Zwischen 1933 und 1943 vertrat er den Bundesstaat Illinois im US-Repräsentantenhaus.

## Werdegang
Edwin Schaefer besuchte die öffentlichen Schulen seiner Heimat und danach die Western Military Academy in Alton. Anschließend studierte er an der University of Illinois in Urbana und dann bis 1910 an der Washington University in St. Louis. Später arbeitete er als Chemiker bei der Firma Morris & Co. Dort stieg er bis 1928 bis zum Firmenchef (General Superintendent) auf. Diese Position hatte er seit 1919 inne. Zwischen 1928 und 1930 war Schaefer Leiter des Notariats (Recorder of Deeds) im St. Clair County. Anschließend war er dort bis 1932 als Kämmerer tätig. Politisch war er Mitglied der Demokratischen Partei. In den Jahren 1928, 1932 und 1936 nahm er als Delegierter an den regionalen Parteitagen der Demokraten in Illinois teil.
Bei den Kongresswahlen des Jahres 1932 wurde Schaefer im 22. Wahlbezirk seines Staates in das US-Repräsentantenhaus in Washington, D.C. gewählt, wo er am 4. März 1933 die Nachfolge des zwischenzeitlich verstorbenen Charles A. Karch antrat. Nach vier Wiederwahlen konnte er bis zum 3. Januar 1943 fünf Legislaturperioden im Kongress absolvieren. Während dieser Zeit wurden dort bis 1941 die New-Deal-Gesetze der Bundesregierung unter Präsident Franklin D. Roosevelt verabschiedet. Im Jahr 1935 wurden erstmals die Bestimmungen des 20. Verfassungszusatzes angewendet, wonach die Legislaturperiode des Kongresses jeweils am 3. Januar endet bzw. beginnt. Seit 1941 war auch die Arbeit des Kongresses von den Ereignissen des Zweiten Weltkrieges geprägt.
Im Jahr 1942 verzichtete Edwin Schaefer auf eine weitere Kandidatur. Nach dem Ende seiner Zeit im US-Repräsentantenhaus wurde er Vorstandsmitglied der Griesediech-Western Brewery Co. in Belleville. Er starb am 8. November 1950 in St. Louis und wurde in Belleville beigesetzt.